# Šilaung
Šiláng (anglicky Shillong) je hlavní město Méghálaji, jednoho ze svazových států Indie. K roku 2011 mělo přes 143 tisíc obyvatel a jeho aglomerace měla přes 350 tisíc obyvatel.

## Dějiny
Od roku 1874, kdy vznikl Ásám jako samostatný celek, byl Šilaung zvolen za jeho hlavní město vzhledem k výhodné poloze mezi údolími Brahmaputry a Surmy a také vzhledem k nadmořské výšce, díky které je v městě chladněji než v tropických údolích. Když se od Asámu oddělila 21. ledna 1972 Méghálaja, stal se jejím hlavním městem a hlavním městem Ásámu se stal nově Dispur.

### Rodáci
- John Shepherd-Barron (1925–2010), vynálezce bankomatu
- Jonathan Mark Kenoyer (*1952), archeolog

## Kultura a vzdělávání
Jelikož je Šilaung hlavní město svazového státu Méghálaj, tak je zde mnoho kulturních (především divadla a kina), sportovních (hřiště a stadion Jawaharlal Nehru) a politické instituce. ve městě působí řada místních médií, které mají na obyvatelstvo velký vliv.
Je zde také několik kvalitních soukromých středních a vysokých škol. 

### Náboženství
Město je velmi různorodé, a proto se mnoho obyvatel hlásí ke křesťanství (46,1 %), poté následuje hinduismus (42,1 %) a islám (4,5 %). Zbytek tvoří 6,9 %, z nichž nejsilnější jsou sikhismus, buddhismus a džinismus.